# Lao Lom
Die Lao Lom (auch Tai Lom oder Tai Loei, Thai: ลาวหล่ม) sind eine Ethnie, die in Thailand und Laos angesiedelt ist. Sie sind nicht zu verwechseln mit den Lao Loum (den Flachland-Lao), die etwa 69 % der Bevölkerung von Laos ausmachen.

## Geographische Verteilung
Die Lao Lom zählen etwa 27.000 Angehörige, die über die in den thailändischen Provinzen Loei, Phetchabun und Nong Khai sowie in der laotischen Provinz Bokeo verstreut sind.

## Kultur
Die Lao Lom sind bekannt für ihr besonders soziales Zusammenleben.

## Religion
Die Lao Lom sind Anhänger des Theravada-Buddhismus.